# スズキ GSX-S750

スズキ GSX-S750 は、2015年からスズキ株式会社により製造されていた自動二輪車。排気量 749 cc (45.7 cu in), 16バルブ, 直列4気筒, スポーツバイク由来のエンジンを調整し日常生活で使われる回転数や速度域で使いやすいようにしている。
GSX-S750 は GSR750 と比べ、Euro 4 と California emission standards といった排気ガス規制に適合した。あたらしいテーパード・ハンドルバー, 新しいスイングアーム, 改良されたエアー・フィルター, ポンピングロスを減らし出力を増したシリンダーの改良が行われている。スプロケットの歯数は GSR の 42から 43に増やされている。これによりより加速しやすく、トップギアでのトップスピードがより長く維持されるようになった (250 km/h +/- or 155 mph +/-)。
EU, EFTA, および英国においては 2023年1月1日から Euro 5 への適合が必要となった。そのため販売は終了している。